# Ilseongnok

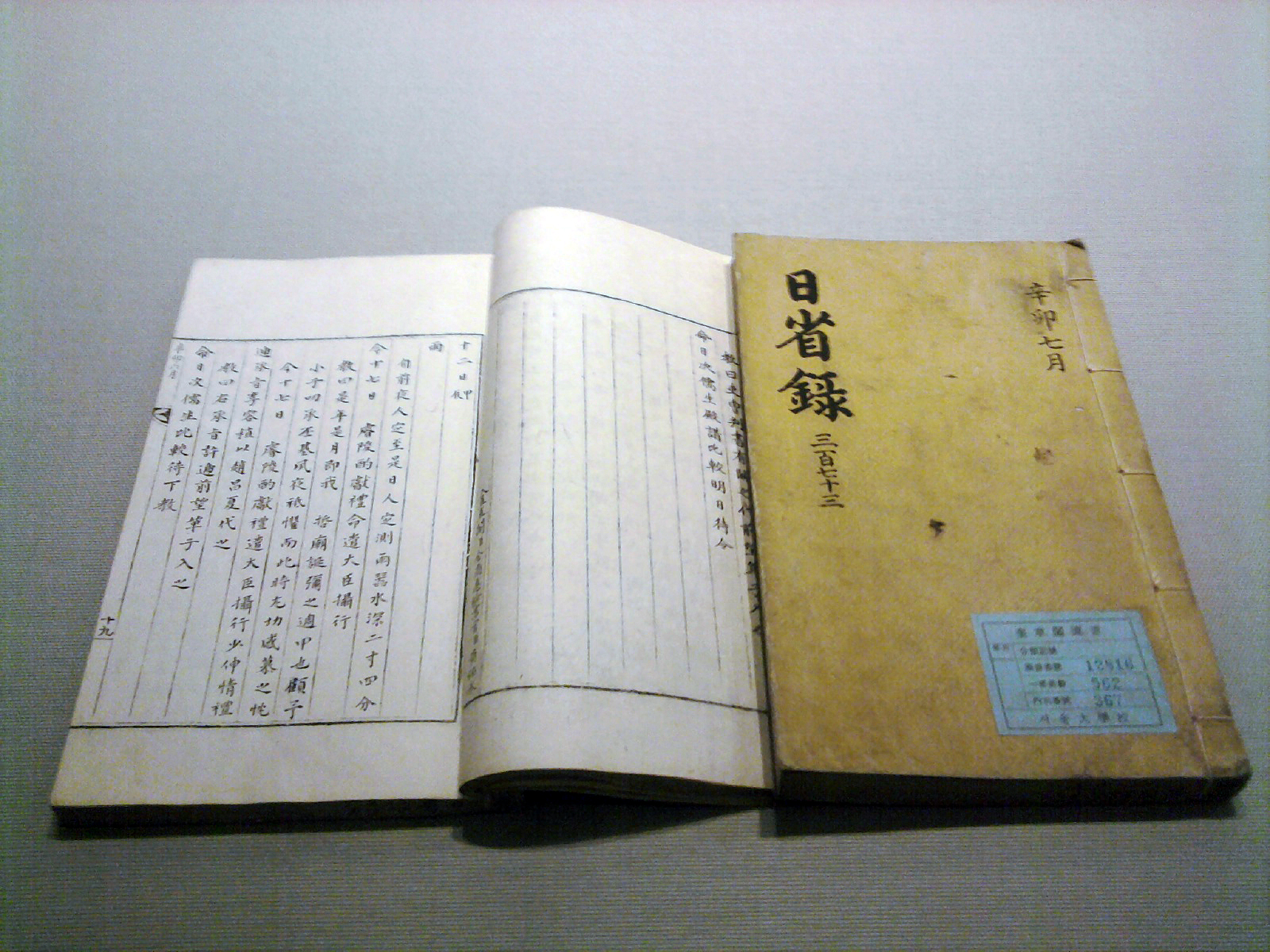
Ilseongnok, ausgestellt im Kyujanggak Institute for Koreanology Studies der Seoul National University

Die Ilseongnok (koreanisch 일성록), wörtlich: „Die Aufzeichnungen der täglichen Reflexionen“, ist eine Sammlung von Aufzeichnungen, beauftragt von König Jeongjo (정조), dem 22. König der Joseon-Dynastie (조선왕조) (1392–1910) in Korea.

## Das Werk
Das Werk umfasst 2329 Bände mit Aufzeichnungen staatlicher Vorgänge, die sich über den Zeitraum von 151 Jahren von 1760 bis 1910 erstrecken. Die Aufzeichnungen beginnen mit dem Jonhyeongak Ilgi (존현각 일기), dem persönlichen Tagebuch von König Jeongjo, als er in seiner Jugend als ältester Sohn von Kronprinz Sado (사도) selbst zum Kronprinzen ernannt wurde und in der Jonhyeongak-Halle auf seine zukünftigen Aufgaben durch Bildung vorbereitet wurde. Beeindruckt von dem chinesischen Philosophen Zengzi (曾子), der einst schrieb: „Jeden Tag reflektiere ich mich in dreifacher Hinsicht“, begann Jeongjo seine Gedanken und Selbstreflexionen niederzuschreiben. Er führte sein Tagebuch fort, als er selbst König wurde, gab aber 1783, im siebten Jahr seiner Regentschaft, Bediensteten der königlichen Bibliothek Gyujanggak (규장각) den Auftrag, die tägliche Aufzeichnungen fortzuführen und alle fünf Tage seine Zustimmung für deren Inhalt einzuholen.
1785 beauftragte König Jeongjo die Bediensteten der königlichen Bibliothek die Aufzeichnungen zu überarbeiten und in einem gut strukturierten Stil und Format, beginnend ab seiner Geburt, über seine persönlichen Aufzeichnungen und dem Seungjeongwon Ilgi (승정원 일기) (Tagebuch des königlichen Sekretariats), neu zusammenzustellen und fortzuführen, wodurch Ilseongnok vom persönlichen Tagebuch des Monarchen zu einem offiziellen täglichen Tagebuch seiner Staatsgeschäfte wurde. Auch nach Jeongjos Tod wurde das Staatstagebuch in Form und Struktur von den nachfolgenden drei Königen und zwei Kaiser des Joseon-Reichs (조선) bis zur Annexion Koreas durch Japan im Jahr 1910 weitergeführt.

## Weltdokumentenerbe
Bevor die Sammlung der Tagebücher des königlichen Sekretariats im Jahr 2011 von der UNESCO zum Weltdokumentenerbe erhoben und damit in dem Memory of the World Register aufgenommen wurde, registrierte die koreanische Regierung am 11. Dezember 1973 die Sammlung unter der Registrierungsnummer 153 als nationales Kulturgut von Bedeutung.
Die Ilseongnok wird von der UNESCO als ein, Zitat:

“... documentary heritage of unique value with few comparable examples in the world as a diary kept by the kings of a pre-modern despotic monarchy with a view to reflecting on their rule and using it as a reference for future state administration.”

„... dokumentarisches Erbe von einzigartigem Wert mit wenigen vergleichbaren Beispielen in der Welt als Tagebuch, das von den Königen einer vormodernen despotischen Monarchie geführt wird, um über ihre Herrschaft nachzudenken und sie als Referenz für die zukünftige staatliche Verwaltung zu nutzen.“

beschrieben.
Die UNESCO hält das Werk auch in seiner Zusammensetzung weltgeschichtlich von Bedeutung, da es Einblicke in den politischen und kulturellen Austausch zwischen Ost und West zwischen dem 18. und 20. Jahrhundert gibt, sowie die Akzeptanz des Landes in Bezug auf westliche Wissenschaft und Technologien als Mittel zur Förderung seiner eigenen Kultur dokumentiert.